# Col de Marie-Blanque
De Col de Marie Blanque is een bergpas in de Franse Pyreneeën. De bergpas is vooral bekend van wielrenetappes in bijvoorbeeld de Ronde van Frankrijk.
De meeste bergpassen in de Pyreneeën verbinden Spanje met Frankrijk. Deze pas verbindt echter van oost naar west de Vallée d'Aspe en de Vallée d'Ossau, waarvandaan de Col d'Aubisque beklommen kan worden. De bergpas loopt dan ook over een klein en rustig weggetje.
In de Ronde van Frankrijk van 1987 werd de bergpas zelfs twee keer beklommen.
Doorkomsten in Ronde van Frankrijk:
- 1978:  Michel Pollentier
- 1986:  Pedro Delgado
- 1987:  Luis Herrera
- 1987:  Gilbert Duclos-Lassalle
- 1989:  Robert Forest
- 1990:  Dominique Arnaud
- 1992:  Richard Virenque
- 1995: etappe geneutraliseerd
- 1996:  Neil Stephens
- 2000:  Javier Otxoa
- 2005:  Jörg Ludewig
- 2006:  Cyril Dessel
- 2007:  Mauricio Soler
- 2010:  Juan-Antonio Flecha
- 2020:  Marc Hirschi
- 2023:  Jai Hindley